# اداو شقرا (إفران أطلس الصغير)
اداو شقرا هي إحدى مشيخات المملكة المغربية، تتبع جغرافيا لإقليم كلميم وإداريًا لإفران أطلس الصغير. يقدر عدد سكانها بـ 2616 نسمة حسب الإحصاء الرسمي للسكان والسكنى لسنة 2004.